# 北辰桥
39°59′17″N 116°23′39″E / 39.9879942°N 116.3941797°E

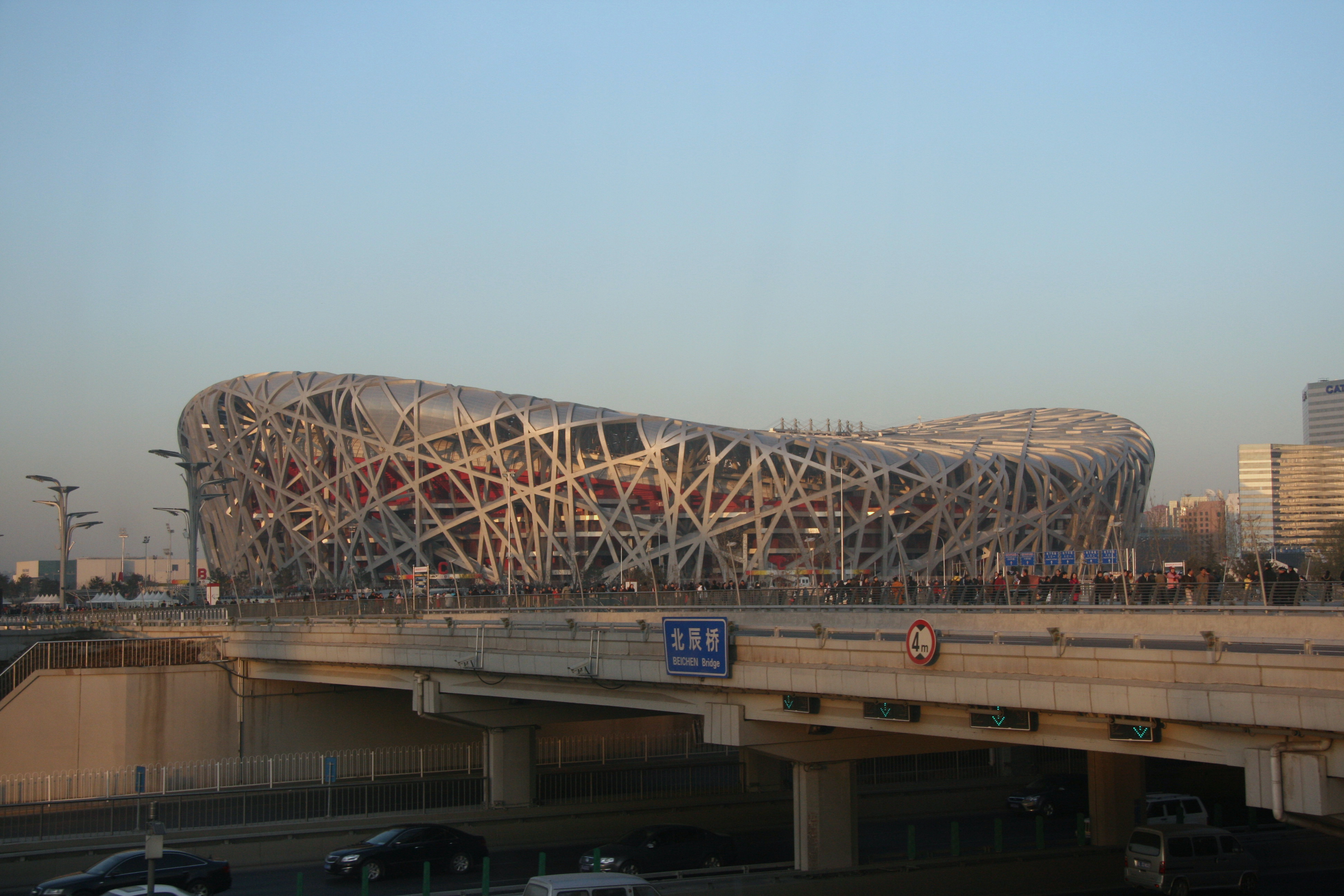
北辰桥。东北侧可见国家体育场

北辰桥位于北京市朝阳区，是北四环中路（东西向）和北辰路（北中轴路，南北向）相交处的一座立交桥。此处北辰路及奥林匹克公园中轴广场上跨四环路。各向设有右转匝道，不可左转。北辰路由南向北的车流经北侧的国家体育场南路分流至其他道路。